# Pidonia armata
Pidonia armata är en skalbaggsart som beskrevs av Holzschuh 1991. Pidonia armata ingår i släktet Pidonia och familjen långhorningar. Inga underarter finns listade i Catalogue of Life.